# James Gandolfini
James Joseph Gandolfini, Jr. (Westwood, New Jersey, 1961. szeptember 18. – Róma, Olaszország, 2013. június 19.) háromszoros Primetime Emmy- és Golden Globe-díjas amerikai színész, filmproducer.
Legismertebb szerepe a Maffiózók című bűnügyi drámasorozat maffiavezére, Tony Soprano volt. A sorozatban nyújtott alakításáért három Primetime Emmy-díjat, három Screen Actors Guild-díjat és egy Golden globe-díjat kapott. Jelentős szerepei közé tartozik még Virgil, a bérgyilkos a Tiszta románc (1993), továbbá Medve, a kaszkadőr és behajtó a Szóljatok a köpcösnek! (1995) című filmekben. Az Ahol a vadak várnak (2009) című filmben a Carol nevű szereplő eredeti hangját kölcsönözte.
A Maffiózók befejeztével Gandolfini dokumentumfilmek producereként is dolgozott, az Eleven emlékek: Irak után című műsorban az iraki háború sebesült veteránjaival beszélgetett. Második, Háborús sebek című dokumentumfilmjében a Poszttraumás stressz zavar hatását vizsgálta az amerikai történelem háborúinak példáján 1861-től 2010-ig.

## Fiatalkora
James Gandolfini a New Jersey állambeli Westwoodban született Santa (született Penna) és id. James Joseph olasz bevándorlók gyermekeként. Egy iskolai étkezdében dolgozó édesanyja az Egyesült Államokban született, de Nápolyban nevelkedett. Apja az olaszországi Borgo Val di Taro-ban született, kezdetben kőművesként, majd egy katolikus iskola gondnokaként dolgozott. Idősebb James Gandolfinit a második világháborúban való szolgálataiért Bíbor Szív érdemrenddel tüntették ki. Gandolfini szülei hithű katolikusok voltak és egymás között olaszul beszéltek, a gyermekeiknek azonban nem tanították meg a nyelvet. Szülei hatására Gandolfini erős olasz-amerikai öntudattal rendelkezett és gyakran látogatott el Olaszországba.
James Gandolfini Park Ridge-ben nőtt fel, és a Park Ridge Középiskolában érettségizett 1979-ben. Iskolai évei alatt kosárlabdázott és színjátszó körben is tevékenykedett. Egyetemi tanulmányait a Rutgers Egyetemen végezte kommunikációtudomány szakon, 1983-ban szerzett oklevelet. Egyetemi évei alatt kidobóként dolgozott egy, a kampusz területén található kocsmában. Színészi pályafutása előtt bárpultosként és menedzserként is dolgozott egy manhattani bárban, illetve  kőművesként, asztalosként, kertészként és utcai könyvárusként egészítette ki jövedelmét. Amikor New York-ban élt, egy alkalommal elkísérte barátját Roger Bart-ot egy színjátszó-órára ahol a Meisner módszert alkalmazták, majd két évig Kathryn Gately irányítása alatt a The Gately Poole Conservatory-ban tanulta a színészetet.

## Pályafutása

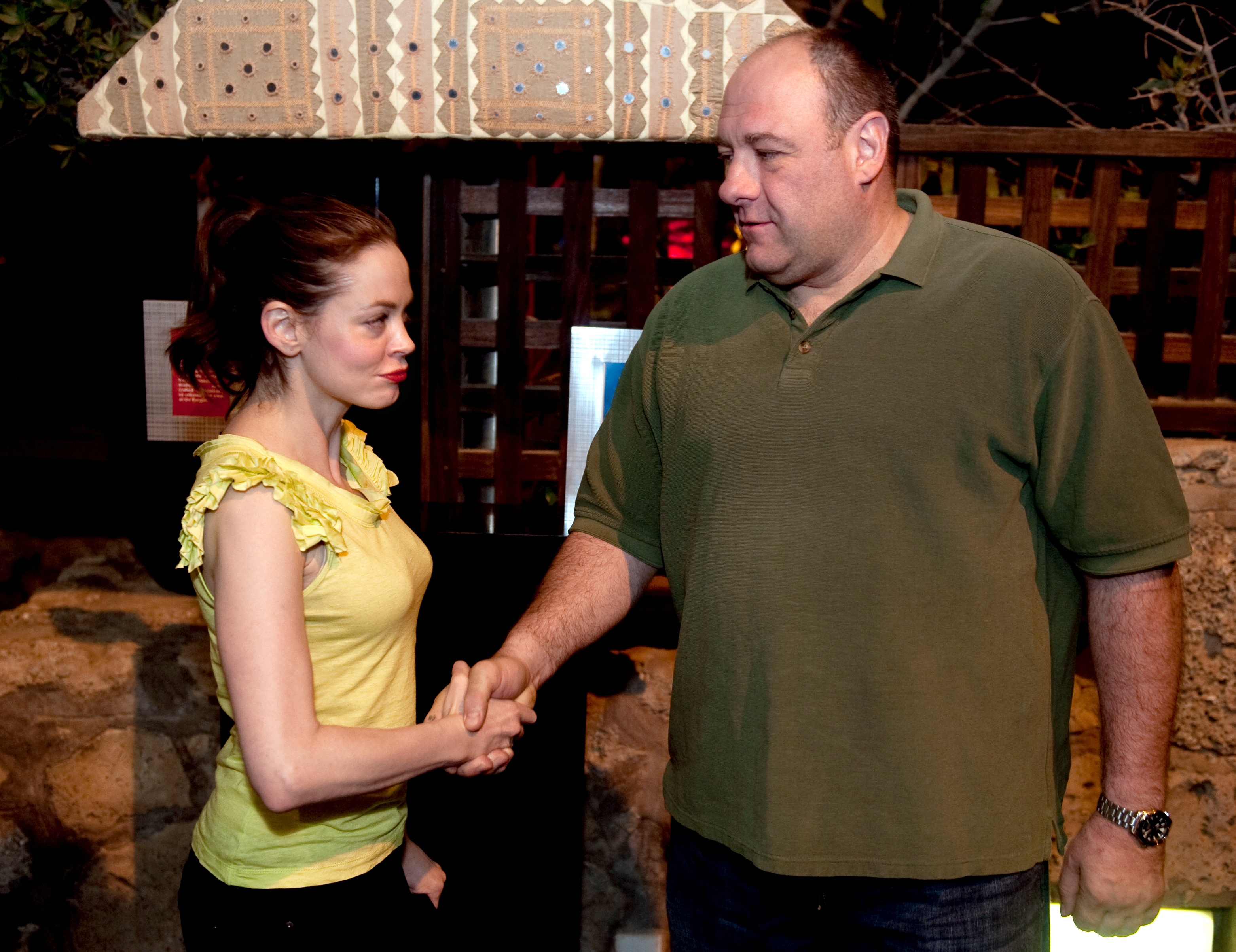
Gandolfini és Rose McGowan Kuvaitban (2010)

Gandolfini több színdarabban is szerepelt, majd 1992-ben egy Broadway-darabban (Tennessee Williams: A vágy villamosa) és kisebb filmszerepekben játszott. 1993-ban a Tiszta románc című akcióthrillerben Virgilt, egy brutális nőverő bérgyilkost alakította. Az 1994-es Végsebességben Ben Pinkwater-t egy látszólag nyugodt biztosítási ügynököt alakított, akiről végül kiderül, hogy egy orosz bűnöző. Az egy évvel későbbi Szóljatok a köpcösnek! című alkotásban egy szakállas, déli akcentussal beszélő exkaszkadőr, az 1996-os Az esküdtben pedig egy bérgyilkos szerepét öltötte magára. 1995-ben újra színpadra lépett a A rakparton című film alapján készült drámában.
Gandolfini legismertebb szerepe Tony Soprano, a HBO Maffiózók című sorozatának főhőse volt. A sorozatbeli maffiavezér és családapa folyamatos pszichiátriai konzultációkra a munkája és a családja közötti konfliktusok miatt. Az 1999-ben bemutatott műsort 2007-ig volt adásban. Tony Soprano eljátszásáért, Gandolfini három Emmy-t kapott és az Entertainment Weekly minden idők 42. legnagyobb TV-ikonjának választotta. A megnyert díjak mellett számos jelölést is kapott, illetve két Screen Actors Guild-díjjal is jutalmazták a Maffiózók színészi társulatának tagjaként.
2007-ben részt vett egy dokumentumfilm készítésében, amely az iraki háború sebesült katonáiról szólt. A HBO-nak készült műsorban Gandolfini olyan veteránokkal beszélgetett, akik testi és lelki sérüléseket szereztek a harcokban, és ezért nehézségeik akadtak az otthoni családi- és társadalmi életbe való beilleszkedés során. A katonák az interjú során arról is mesélnek, hogy miként sikerült elkerülniük a halált, illetve, hogy más körülmények között milyen lenne az életük. A műsor volt az első HBO-s munkája a Maffiózók befejezése óta, illetve az első, melyet a 2006-ban alapított produkciós cége, az Attaboy Films készített. 2009-ben a színpadra is visszatért, amikor a Broadway-en Yasmina Reza Az öldöklés istene című darabjában szerepelt Marcia Gay Harden, Hope Davis és Jeff Daniels oldalán. A darabban nyújtott alakításáért Tony-díjra jelölték, a díjat azonban Geoffrey Rush kapta Eugène Ionesco A király halódik című drámájában mutatott teljesítményéért. Ugyancsak 2009-ben a Hajsza a föld alatt című akciófilmben New York polgármesterét alakította.
2010-ben a Háborús sebek című dokumentumfilmjében poszttraumatikus stressz szindrómával élő amerikai katonák eseteit mutatta be az 1861-től 2010-ig. Dokumentumfilmjében a polgárháborúban és az első világháborúban harcoló katonák leveleit, illetve a ma élő katonákkal készült interjúkat elemzi, és azt, hogy a poszttraumatikus stressz milyen hatással volt életükre.
A 2012-ben készült, Ernest Hemingway és Martha Gellhorn kapcsolatát bemutató Hemingway és Gellhorn című film producere is James Gandolfini volt. Ugyanabban az évben Gandolfini és a Maffiózók alkotója, David Chase újra együtt dolgoztak a Not Fade Away című alkotáson. Az 1960-as évek New Jersey-ében játszódó történet volt Chase első mozifilmes rendezése.
Halála előtti két utolsó filmjét posztumusz mutatták be. Az Exek és szeretők romantikus vígjátékban Julia Louis-Dreyfus oldalán látható. A film és Gandolfini alakítása pozitív kritikákat kapott. A filmben nyújtott teljesítményéért a Bostoni Filmkritikusok Társasága posztumusz „Legjobb férfi mellékszereplő” díjjal jutalmazta, és a filmért számos más jelölést is kapott.
Utolsó filmje, a Piszkos pénz egy thriller, melyben Tom Hardy és Noomi Rapace társaságában tűnik fel. A 2014. szeptember 12-én bemutatott filmet és Gandolfinit is kedvező kritikákkal illették. Halálával számos film és sorozat befejezetlen maradt.

## Magánélete

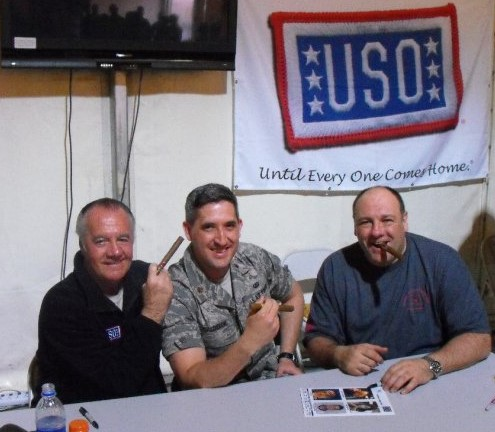
Gandolfini és Tony Sirico egy katonai bázis látogatásán (2010)

Gandolfini számos szállal kötődött egykori lakhelyéhez, Park Ridge-hez. Többek között egy mellrákkutatást segítő alapítványt is támogatott a városában, melynek rendezvényeire gyakran sorozatbeli színésztársait is meghívta, hogy így szerezzenek nagyobb nyilvánosságot és több adományt a szervezet céljaira. New York-ban élt, de a Manitoba-tó partján is volt egy háza. 2009-ben a New Jersey állambeli Tewksbury-ben vett házat. GQ magazin szerzője, Brett Martin így emlékezett Gandolfini-re: „Az interjúkban, melyeket a színész igyekezett elkerülni, gyakran nyilatkozott úgy magáról, hogy ő csak egy ostoba és kövér New Jersey-i fickó.”
Gandolfini szívén viselte a külföldön állomásozó amerikai katonák sorsát, gyakran látogatott el bázisaikra (pl. Afganisztán, Kuvait), és két dokumentumfilmet is készített a harctéren sebesülést szerzőkről. Támogatta a Sebesült Harcosok Projektet (Wounded Warriors Project) és az Egyesült Szolgáltató Szervezetek (United Service Organizations) munkáját is, mely a harcoló csapatok moráljának erősítésével, a jóléti és a pihenési szolgáltatások megszervezésével foglalkozó szervezet.
Gandolfini és első felesége, Marcy Wudarski 2002 decemberében váltak el. Első házassága idején alkohol- és kábítószer-függőséggel is küzdött. Wudarski-val közös gyermekük, Michael 2000-ben született. 2008. augusztus 30-án Honoluluban feleségül vette a két évvel korábban megismert Deborah Lin egykori modellt. 2012-ben Los Angeles-ben született meg közös kislányuk, Liliana Ruth Gandolfini.

## Halála
2013. június 19-én, 51 éves korában egy római nyaralás közben hunyt el. Pár nappal később Szicíliába utazott volna, ahol a Taorminai Filmfesztiválon egy díjat vett volna át. Miután a tikkasztó hőségben a városban nézelődött, 13 éves fia, Michael este 10 óra körül eszméletlenül feküdve talált rá szállásuk fürdőszobájában. Michael azonnal értesítette a személyzetet, akik kihívták a mentőket. A híradások szerint Gandolfini 22:40-kor érkezett a kórházba és 23:00-kor megállapították a halál beálltát. A boncolás során megállapították, hogy halálának oka szívinfarktus volt.
Halálának híre hamar elterjedt az interneten, és számos híresség, köztük több politikus is (pl. John McCain és Chris Christie, New Jersey kormányzója) is részvétét fejezte ki a közösségi médiás felületeken keresztül. Christie kormányzó elrendelte, hogy június 24-én New Jersey állam minden hivatalos épületén eresszék félárbócra a zászlókat, amivel Gandolfini előtt tisztelegnek, amikor földi maradványai visszatérnek az Egyesült Államokba. A színész szülővárosának lakói létrehoztak egy Facebook-oldalt, ahol számos ötletet felvetettek, hogy miként tiszteleghetnének emléke előtt. Többek között felmerült egy utca, illetve egykori iskolájában a színházterem átkeresztelése is.
Egy nappal halála után Bruce Springsteen és az E Street Band, melynek a Maffiózók egyik főszereplője, Steven Van Zandt a gitárosa, előadták az 1975-ös Born to Run című slágerüket, melyet Gandolfini emlékének ajánlottak. Gandolfini földi maradványait 2013. június 23-án szállították haza az Egyesült Államokba. A család szóvivője, Michael Kobold köszönetét fejezte ki az olasz és az amerikai hatóságoknak, hogy felgyorsították a hivatalos ügyintézést, ami általában hét napot vesz igénybe. Tiszteletére június 26-án a Broadway színházainak reklámfényeit lekapcsolták.
Búcsúztatására 2013. június 27-én került sor a manhattani Teológus Szent János-székesegyházban (Cathedral of Saint John the Divine). A szertartáson a családtagok és barátok mellett számos kollégája is jelen volt. Földi maradványait később elhamvasztották, és hamvait a család kapta meg.
A TV Guide 2013. július 1-jei különszámát Gandolfini emlékének szentelte, és az újság egész címlapján csak a színész szerepelt. Matt Roush rovatvezető a Gandolfini által megformált Tony Soprano alakját több sorozatbeli főhős elődjeként tekintette: „Tony nélkül nem létezne Vic Mackey a Kemény zsarukból, nem lenne Al Swearengen a Deadwood-ból, sem Don Draper a Mad Men-ből.” Hasonló véleményen voltak egykori színésztársai is, köztük Edie Falco, akit sokkolt és feldúlt Gandolfini halála. A Maffiózók alkotója, David Chase „zseninek” nevezte, Bryan Cranston elárulta, hogy a Totál szívásban alakított Walter White sem létezne Tony Soprano nélkül. Az Ölni kíméletesen című filmben Gandolfini oldalán szereplő Brad Pitt csodálatát fejezte ki a színész iránt, akit „kegyetlen színésznek, nemes léleknek és egy őszintén humoros embernek” ismert meg.
Halála után nyilvánosságra került a színész végrendelete, mely 2012. december 19-én készült. A dokumentum szerint a nagyjából 70 millió dollárra becsült vagyonát két lánytestvérére, özvegyére és kislányára hagyta. A végrendelet nem említi egyetlen fiát, Michael-t, mivel számára Gandolfini külön vagyonkezelői alapot különített el. Egykori osztálytársai internetes aláírásgyűjtésbe kezdtek, hogy egykori lakóhelyén a Park Avenue felvehesse a James Gandolfini Way utcanevet. A kezdeményezést siker koronázta, és 2013 decemberében az utcanév avatásán jelen voltak az egykori színésztársai is.

## Filmográfia

### Film
| Év   | Magyar cím                                   | Eredeti cím                             | Szerep                       | Magyar hang            |
| ---- | -------------------------------------------- | --------------------------------------- | ---------------------------- | ---------------------- |
| 1987 |                                              | Shock! Shock! Shock!                    | Küldönc                      |                        |
| 1991 | Az utolsó cserkész                           | The Last Boy Scout                      | Marcone csatlósa             |                        |
| 1992 | Idegen közöttünk                             | A Stranger Among Us                     | Tony Baldessari              | Áron László            |
| 1993 | Nesze semmi, fogd meg jól                    | Money for Nothing                       | Billy Coyle                  |                        |
| 1993 | Tiszta románc                                | True Romance                            | Virgil                       | Balázsi Gyula          |
| 1993 | Tiszta románc                                | True Romance                            | Virgil                       | Németh Gábor           |
| 1993 | Mr. Wonderful                                | Mr. Wonderful                           | Mike                         | Koncz István           |
| 1993 | Olasz film                                   | Italian Movie                           | Angelo                       |                        |
| 1994 | Angie                                        | Angie                                   | Vinnie                       | Csuja Imre             |
| 1994 | Végsebesség                                  | Terminal Velocity                       | Ben Pinkwater                | Cs. Németh Lajos       |
| 1995 |                                              | Le Nouveau monde                        | Will Caberra                 |                        |
| 1995 | Az utolsó esély                              | Crimson Tide                            | Bobby Dougherty hadnagy      | Sinkovits-Vitay András |
| 1995 | Szóljatok a köpcösnek!                       | Get Shorty                              | Medve                        | Bata János             |
| 1995 | Szóljatok a köpcösnek!                       | Get Shorty                              | Medve                        | Kőszegi Ákos           |
| 1996 | Az esküdt                                    | The Juror                               | Eddie                        | Csuja Imre             |
| 1997 | Manhattanre leszáll az éj                    | Night Falls on Manhattan                | Joey Allegretto              | Holl Nándor            |
| 1997 | Életem szerelme                              | She's So Lovely                         | Kiefer                       | Barbinek Péter         |
| 1997 | Démoni szeretők – Perdita Durango            | Perdita Durango                         | Willie „Woody” Dumas         | Papp János             |
| 1997 | Éjfél a jó és a rossz kertjében              | Midnight in the Garden of Good and Evil | szakács                      |                        |
| 1998 | Letaszítva                                   | Fallen                                  | Lou                          | Várkonyi András        |
| 1998 | Letaszítva                                   | Fallen                                  | Lou                          | Kőszegi Ákos           |
| 1998 | Az óriás                                     | The Mighty                              | Kenny Kane                   | Horányi László         |
| 1998 | Zavaros vizeken                              | Civil Action                            | Al Love                      |                        |
| 1999 | 8 milliméter                                 | 8mm                                     | Eddie Poole                  | Csuja Imre             |
| 1999 |                                              | A Whole New Day (rövidfilm)             | Vincent                      |                        |
| 2001 | A mexikói                                    | The Mexican                             | Winston Baldry               | Csuja Imre             |
| 2001 | Az ember, aki ott se volt                    | The Man Who Wasn't There                | Big Dave Brewster            | Koroknay Géza          |
| 2001 | Az utolsó erőd                               | The Last Castle                         | Winter ezredes               | Koroknay Géza          |
| 2004 | Túlélni a karácsonyt                         | Surviving Christmas                     | Tom Valco                    | Várkonyi András        |
| 2004 | Túlélni a karácsonyt                         | Surviving Christmas                     | Tom Valco                    | Borbiczki Ferenc       |
| 2005 | Románc és cigaretta                          | Romance & Cigarettes                    | Nick                         | Kőszegi Ákos           |
| 2005 | Eltévedt lelkek                              | Stories of Lost Souls                   | Vincent                      |                        |
| 2006 | Gyilkos szerelem                             | Lonely Hearts                           | Charles Hilderbrandt nyomozó | Csuja Imre             |
| 2006 | A király összes embere                       | All the King's Men                      | Tiny Duffy                   | Kőszegi Ákos           |
| 2007 | Történetek Amerikáról ("Club Soda"-szegmens) | Stories USA                             | férfi                        |                        |
| 2009 | Egy kis gubanc                               | In the Loop                             | George Miller altábornagy    |                        |
| 2009 | Hajsza a föld alatt                          | The Taking of Pelham 123                | New York polgármestere       | Kőszegi Ákos           |
| 2009 | Ahol a vadak várnak                          | Where the Wild Things Are               | Carol (hangja)               | Kardos Róbert          |
| 2010 | Mallory szerint a világ                      | Welcome to the Rileys                   | Doug Riley                   | Koroknay Géza          |
| 2010 |                                              | Mint Julep                              | Mr. G                        |                        |
| 2011 |                                              | Down the Shore                          | Bailey                       |                        |
| 2011 | Violet és Daisy                              | Violet & Daisy                          | Michael                      | Kőszegi Ákos           |
| 2011 | Rém hangosan és irtó közel (törölt jelenet)  | Extremely Loud & Incredibly Close       | Linda Schnell szerelme       |                        |
| 2012 | Ölni kíméletesen                             | Killing Them Softly                     | Mickey                       | Borbiczki Ferenc       |
| 2012 |                                              | Not Fade Away                           | Pat                          |                        |
| 2012 | Zero Dark Thirty – A Bin Láden hajsza        | Zero Dark Thirty                        | Leon Panetta CIA-igazgató    | Borbiczki Ferenc       |
| 2013 | A fantasztikus Burt Wonderstone              | The Incredible Burt Wonderstone         | Doug Munny                   | Kőszegi Ákos           |
| 2013 | Exek és szeretők (posztumusz megjelenés)     | Enough Said                             | Albert                       | Besenczi Árpád         |
| 2014 | Piszkos pénz (posztumusz megjelenés)         | The Drop                                | Marvin 'Cousin Marv' Stipler | Törköly Levente        |

### Televízió
| Év        | Magyar cím                | Eredeti cím                           | Szerep                         | Megjegyzések                                          |
| --------- | ------------------------- | ------------------------------------- | ------------------------------ | ----------------------------------------------------- |
| 1997      | A pisztoly                | Gun                                   | Walter DiFideli                | 1 epizód                                              |
| 1997      | Tizenkét dühös ember      | 12 Angry Men                          | hatodik esküdt                 | - tévéfilm - magyar hangja: - Csuja Imre - Háda János |
| 1999–2007 | Maffiózók                 | The Sopranos                          | Tony Soprano                   | főszereplő (86 epizód)                                |
| 2002      | Szezám utca               | Sesame Street                         | önmaga                         | 1 epizód                                              |
| 2004      | Saturday Night Live       | Saturday Night Live                   | azonosítatlan New Jersey lakos | 1 epizód                                              |
| 2008      | Eleven emlékek: Irak után | Alive Day Memories: Home from Iraq    | interjúztató                   | dokumentumfilm (vezető producer)                      |
| 2010      |                           | Wartorn: 1861–2010                    | nem szerepel                   | dokumentumfilm (producer)                             |
| 2011      | Cinéma vérité             | Cinema Verite                         | Craig Gilbert                  | - tévéfilm - magyar hangja: - Csuja Imre              |
| 2012      | Hemingway és Gellhorn     | Hemingway & Gellhorn                  | nem szerepel                   | tévéfilm (producer)                                   |
| 2013      | Nicky Deuce               | Nicky Deuce                           | Tojás Bobby                    | - tévéfilm - magyar hangja: - Kőszegi Ákos            |
| 2013      |                           | James Gandolfini: Tribute to a Friend | önmaga                         | archív felvételek                                     |
| 2016      |                           | The Night Of                          | Jack Stone                     | - leadatlan próbaepizód - vezető producer             |

### Videójátékok
| Év   | Eredeti cím                   | Szerep       | Megjegyzés         |
| ---- | ----------------------------- | ------------ | ------------------ |
| 2006 | The Sopranos: Road to Respect | Tony Soprano | hang és megjelenés |

## Színházi szerepek
| Év        | Magyar cím         | Eredeti cím              | Szerep                                                            | Színház                   | Megjegyzések                                          |
| --------- | ------------------ | ------------------------ | ----------------------------------------------------------------- | ------------------------- | ----------------------------------------------------- |
| 1992      | A vágy villamosa   | A Streetcar Named Desire | Steve Hubbell Timothy Carhart helyett beugróként: Harold Mitchell | Ethel Barrymore Theatre   | Tennessee Williams drámája                            |
| 1995      |                    | On the Waterfront        | Charley Malloy                                                    | Brooks Atkinson Theatre   | A rakparton című film alapján készült                 |
| 2009–2010 | Az öldöklés istene | God of Carnage           | Michael                                                           | Bernard B. Jacobs Theatre | Yasmina Reza Le Dieu du carnage című fekete komédiája |

## Díjai és elismerései
Munkássága során James Gandolfinit számos díjra jelölték, többnyire a Maffiózókban látható alakításáért. A sorozatért számos díjat és jelölést kapott. Másik legértékeltebb szerepe az Exek és szeretőkben megformált Albert volt.
| Díjai és elismerései |
| --- |
| - Maffiózók - Golden Globe-díj - 2000: Legjobb férfi főszereplő (drámasorozat) - díjazott - 2001: Legjobb férfi főszereplő (drámasorozat) - jelölés - 2002: Legjobb férfi főszereplő (drámasorozat) - jelölés - 2003: Legjobb férfi főszereplő (drámasorozat) - jelölés - Emmy-díj - 1999: Emmy-díj a legjobb férfi főszereplőnek (drámai tévésorozat) - jelölés - 2000: Emmy-díj a legjobb férfi főszereplőnek (drámai tévésorozat) - díjazott - 2001: Emmy-díj a legjobb férfi főszereplőnek (drámai tévésorozat) - díjazott - 2003: Emmy-díj a legjobb férfi főszereplőnek (drámai tévésorozat) - díjazott - 2004: Emmy-díj a legjobb férfi főszereplőnek (drámai tévésorozat) - jelölés - 2007: Emmy-díj a legjobb férfi főszereplőnek (drámai tévésorozat) - jelölés - AFI Awards - 2002: Az év férfi színésze - díjazott - Biarritz International Festival of Audiovisual Programming - 2000: tv-sorozatok és folytatásos filmek: Legjobb színész - díjazott - Monte-Carlo TV Festival - 2008: Kiváló férfi színész egy drámasorozatban - jelölés - Satellite Awards - 2000: Legjobb férfi színészi alakítás egy drámasorozatban - jelölés - 2001: Legjobb férfi színészi alakítás egy drámasorozatban - jelölés - 2002: Legjobb férfi színészi alakítás egy drámasorozatban - jelölés - Screen Actors Guild-díj - 2000: Legjobb férfi színészi alakítás egy drámasorozatban - díjazott - 2000: Legjobb színtársulati alakítás egy drámasorozatban - díjazott (megosztva: Lorraine Bracco, Dominic Chianese, Edie Falco, Robert Iler, Michael Imperioli, Nancy Marchand, Vincent Pastore, Jamie-Lynn Sigler, Tony Sirico, Steven Van Zandt) - 2001: Legjobb férfi színészi alakítás egy drámasorozatban - jelölés - 2001: Legjobb színtársulati alakítás egy drámasorozatban - jelölés (megosztva: Lorraine Bracco, Dominic Chianese, Drea de Matteo, Edie Falco, Robert Iler, Michael Imperioli, Nancy Marchand, Vincent Pastore, David Proval, Jamie-Lynn Sigler, Tony Sirico, Aida Turturro, Steven Van Zandt) - 2002: Legjobb férfi színészi alakítás egy drámasorozatban - jelölés - 2002: Legjobb színtársulati alakítás egy drámasorozatban - jelölés (megosztva: Lorraine Bracco, Federico Castelluccio, Dominic Chianese, Drea de Matteo, Edie Falco, Robert Iler, Michael Imperioli, Joe Pantoliano, Steve Schirripa, Jamie-Lynn Sigler, Tony Sirico, Aida Turturro, Steven Van Zandt, John Ventimiglia) - 2003: Legjobb férfi színészi alakítás egy drámasorozatban - díjazott - 2003: Legjobb színtársulati alakítás egy drámasorozatban - jelölés (megosztva: Lorraine Bracco, Federico Castelluccio, Dominic Chianese, Vincent Curatola, Drea de Matteo, Edie Falco, Robert Iler, Michael Imperioli, Joe Pantoliano, Steve Schirripa, Jamie-Lynn Sigler, Tony Sirico, Aida Turturro, Steven Van Zandt, John Ventimiglia) - 2005: Legjobb férfi színészi alakítás egy drámasorozatban - jelölés - 2005: Legjobb színtársulati alakítás egy drámasorozatban - jelölés (megosztva: Lorraine Bracco, Steve Buscemi, Dominic Chianese, Vincent Curatola, Drea de Matteo, Jamie-Lynn Sigler, Edie Falco, Robert Iler, Michael Imperioli, Steve Schirripa, Tony Sirico, Aida Turturro, Steven Van Zandt, John Ventimiglia) - 2007: Legjobb férfi színészi alakítás egy drámasorozatban - jelölés - 2007: Legjobb színtársulati alakítás egy drámasorozatban - jelölés (megosztva: Sharon Angela, Lorraine Bracco, Max Casella, Dominic Chianese, Edie Falco, Joseph R. Gannascoli, Dan Grimaldi, Robert Iler, Michael Imperioli, Steve Schirripa, Jamie-Lynn Sigler, Tony Sirico, Aida Turturro, Maureen Van Zandt, Steven Van Zandt, Frank Vincent) - 2008: Legjobb férfi színészi alakítás egy drámasorozatban - díjazott - 2008: Legjobb színtársulati alakítás egy drámasorozatban - díjazott (megosztva: Greg Antonacci, Lorraine Bracco, Edie Falco, Dan Grimaldi, Robert Iler, Michael Imperioli, Arthur J. Nascarella, Steve Schirripa, Matt Servitto, Jamie-Lynn Sigler, Tony Sirico, Aida Turturro, Steven Van Zandt, Frank Vincent) - Televíziós Kritikusok Szövetségének díja - 1999: Legjobb önálló teljesítmény egy drámában - díjazott - 2000: Legjobb önálló teljesítmény egy drámában - díjazott - 2001: Legjobb önálló teljesítmény egy drámában - díjazott - 2003: Legjobb önálló teljesítmény egy drámában - jelölés - 2004: Legjobb önálló teljesítmény egy drámában - jelölés - 2006: Legjobb önálló teljesítmény egy drámában - jelölés - Viewers for Quality Television-díj - 1999: Legjobb férfi színész egy drámasorozatban - jelölés - 2000: Legjobb férfi színész egy drámasorozatban - jelölés - Eleven emlékek: Irak után - Emmy-díj - 2008: Emmy-díj a legjobb dokumentumfilmnek - jelölés - Hemingway és Gellhorn - Emmy-díj - 2012: Emmy-díj a legjobb televíziós minisorozatnak - jelölés - Exek és szeretők - Bostoni Filmkritikusok Társaságának díja - 2013: Legjobb férfi mellékszereplő - díjazott - Broadcast Film Critics Association-díj - 2014: Legjobb férfi mellékszereplő - jelölés - 2014: Legjobb férfi színész egy vígjátékban - jelölés - Chicagói Filmkritikusok Szövetségének díja - 2013: Legjobb férfi mellékszereplő - jelölés - Houstoni Filmkritikusok Társaságának díja - 2013: Legjobb férfi mellékszereplő - jelölés - Independent Spirit-díj - 2014: Legjobb férfi mellékszereplő - jelölés - Londoni Filmkritikusok Köre-díj - 2014: Az év mellékszereplője - jelölés - Phoenix-i Filmkritikusok Társasága-díj - 2013: Legjobb férfi mellékszereplő - jelölés - San Diegó-i Filmkritikusok Társaságának díja - 2013: Legjobb férfi mellékszereplő - jelölés - Screen Actors Guild-díj - 2014: Legjobb férfi színészi alakítás egy mellékszerepben - jelölés - Village Voice Film-szavazás - 2013: Legjobb férfi mellékszereplő - 3. helyezett - Washingtoni Filmkritikusok Egyesületének díja - 2013: Legjobb férfi mellékszereplő - jelölés - Háborús sebek - PRISM-díj - 2011: Legjobb dokumentumfilm (megosztva a film stábjával) - Szóljatok a köpcösnek! - Screen Actors Guild-díj - 1996: Legjobb színészi gárda teljesítménye - jelölés - Zero Dark Thirty - A bin Láden-hajsza - Washingtoni Filmkritikusok Egyesületének díja - 2012: Legjobb színtársulat - jelölés - Gotham-díj - 2013: Posztumusz elismerés |